# God Save Us All (Death to POP)
«God Save Us All (Death to POP)» (рус. Боже, храни нас всех (Смерть поп-музыке)) — восьмой трек на альбоме 13 Voices канадской рок-группы Sum 41, выпущенный 29 сентября 2016 года в качестве промосингла.

## Музыкальное видео
Релиз сингла сопровождался живым музыкальным видео, снятым Блейком Праймсом, с кадрами, снятыми во время летнего европейского тура группы 2016 года и Vans Warped Tour 2016 года. Видео начинается со слов вокалиста и ритм-гитариста Дерика Уибли, который говорит:
Самое классное в том, что когда вы играете рок-музыку по всему миру, это то, что вы можете поделиться этим единством через музыку с другими людьми, и, как мне кажется, я думаю, что вы испытываете это чувство только с рок-музыкой, я не думаю, что вы что-то чувствуете с поп-музыкой.Дерик Уибли